# Claudia Karvan
Claudia Karvan, född 19 maj 1972 i Sydney, Australien, är en australisk skådespelare.  Hon har bland annat medverkat i Love my way och Star Wars: Episod III – Mörkrets hämnd.

## Filmografi (urval)
- 2004–2007 – Love my way (TV-serie)
- 2005 – Star Wars: Episod III - Mörkrets hämnd
- 2006 – Aquamarine
- 2009 – Daybreakers
- 2021 – June Again
- 2024 – Fisk (TV-serie)